# Yilong

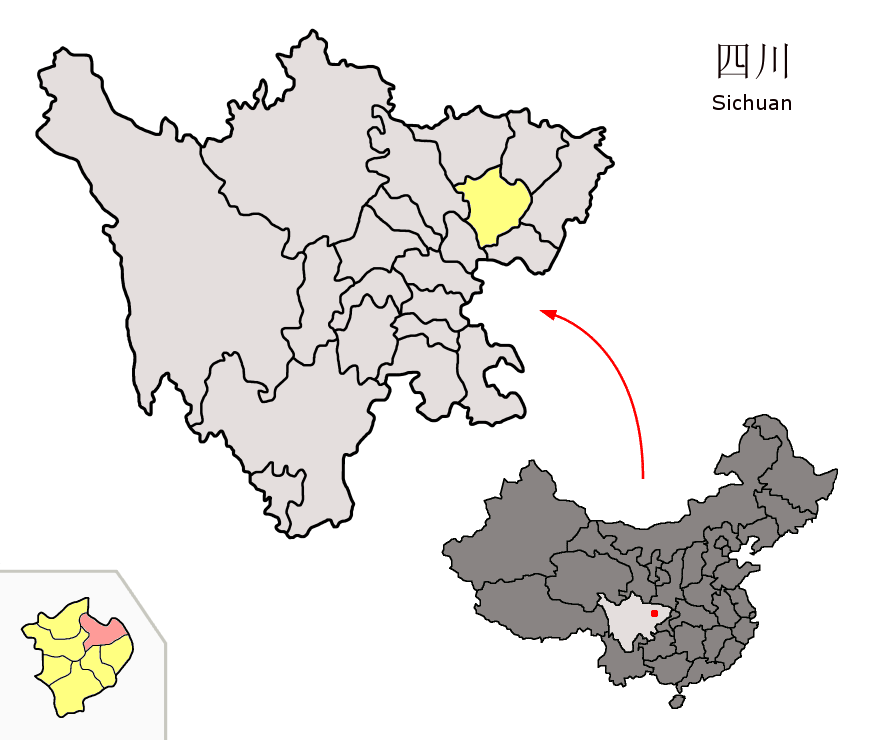
Lage des Kreises Yilong (rosa) in der bezirksfreien Stadt Nanchong (gelb).

Der Kreis Yilong (仪陇县,  Yílǒng Xiàn) ist ein Kreis der bezirksfreien Stadt Nanchong im Nordosten der südwestchinesischen Provinz Sichuan. Die Fläche beträgt 1.792 Quadratkilometer und die Einwohnerzahl 729.141 (Stand: Zensus 2020). 1999 zählte Yilong 973.119 Einwohner. Sein Hauptort ist die Großgemeinde Xinzheng (新政镇).
Der ehemalige Wohnsitz von Zhu De (Zhu De guju 朱德故居) steht seit 1988 auf der Liste der Denkmäler der Volksrepublik China (3-12).

## Administrative Gliederung
Auf Gemeindeebene setzt sich der Kreis aus 29 Großgemeinden und 28 Gemeinden zusammen.